# I'm a Hustla
I'm a Hustla è il secondo album in studio del rapper statunitense Cassidy, pubblicato nel 2005.

## Tracce
1. The Problem vs. the Hustla – 4:11
2. I'm a Hustla – 4:19
3. On the Grind – 4:58
4. Crack – 4:42
5. B-Boy Stance (featuring Swizz Beatz) – 4:00
6. A.M. to P.M. – 3:40
7. Can't Fade Me (featuring Nas & Quan) – 4:13
8. Kick It wit You (featuring Mario) – 4:01
9. C-Bonics – 4:09
10. Bellybutton – 4:08
11. Get 'Em (featuring Swizz Beatz) – 2:52
12. So Long (featuring Mashonda & Raekwon) – 3:36
13. 6 Minutes (featuring Lil Wayne & Fabolous) – 6:26
14. The Message – 6:34
15. I'm a Hustla (Remix) (featuring Mary J. Blige) – 4:10